# 鈴木賢
鈴木 賢（すずき まさる、1981年3月1日 - ）は、日本の男性声優。青二プロダクション所属。千葉県出身。

## 略歴
青二塾東京校25期生。
東洋大学経営学部商学科卒業。Boy's Beatのメンバー（他のメンバーに岡本寛志、三宅淳一、根本幸多、河本啓佑）。

## 人物
趣味は草野球、バスケットボール、ギター、水泳。
資格・免許は普通自動車免許、書道初段。

## 出演

### テレビアニメ
2006年
- 神様家族（土屋）
- 金色のコルダ〜primo passo〜（普通科男子）
- DEATH NOTE（若者A）
- 出ましたっ!パワパフガールズZ（男子生徒）
- 西の善き魔女 Astraea Testament（馬丁頭）
- 貧乏姉妹物語（縁日の人々、男子生徒）
- ONE PIECE（2006年 - 2025年、衛兵、町人、トビウオライダー、賞金稼ぎ、囚人、トッツ）

2007年
- Over Drive（観客、救護員）
- ゲゲゲの鬼太郎（第5作）（2007年 - 2009年、職員、学生、警備員）
- モノノ怪 「化猫」（乗客）
- レ・ミゼラブル 少女コゼット（御者）

2008年
- 狂乱家族日記（男性局員A）
- デルトラクエスト（盗賊）
- ねぎぼうずのあさたろう（2008年 - 2009年、やつがしらの子分、武士、とうかん組、家臣、もろこし天狗党手下）
- のらみみ2（オバケモンスター）
- はたらキッズ マイハム組（カブ）
- 夜桜四重奏 〜ヨザクラカルテット〜（町人）

2010年
- 怪談レストラン（悪魔）

2012年
- エリアの騎士（菅間翔）

2013年
- BLAZBLUE ALTER MEMORY（ナゴ）

2014年
- オレカバトル（DJホップ）

2018年
- 爆釣バーハンター（辛ズール・ズール）

### 劇場アニメ
- 劇場版ハイキュー!! ゴミ捨て場の決戦（2024年、羽深解説員）

### OVA
- 聖闘士星矢 冥王ハーデス冥界編（2007年、冥闘士B）
- 聖闘士星矢 冥王ハーデスエリシオン編（2008年、冥闘士）

### ゲーム
2006年
- 三國志11（猪突武将）
- スパルタン 〜古代ギリシャ英雄伝〜

2007年
- 金色のコルダ2（上島初彦）
- 戦国無双2 猛将伝（その他）
- DEAR My SUN!!〜ムスコ★育成★狂騒曲〜（ミロ）

2008年
- 悪魔城ドラキュラ 奪われた刻印（神父ニコラエ、デス）
- 三國志Online
- 戦場のヴァルキュリア
- drastic Killer（桜井緋〈カルラ＝ヴァイデルニウス〉）
- BLAZBLUE（ナゴ）
- ルーンファクトリー2（バレット）

2009年
- 仮面ライダー クライマックスヒーローズ シリーズ（2009年 - 2011年、仮面ライダーガタック） - 4作品
- ときめきメモリアル4
- VitaminZ

2010年
- クロヒョウ 龍が如く新章（TOMOKI）
- STORM LOVER（吉田たくや）
- 戦場のヴァルキュリア2 ガリア王立士官学校（ヘルムート・ボーデ、レイモンド・オーエン）
- テイルズ オブ ファンタジア なりきりダンジョンX

2012年
- オール仮面ライダー ライダージェネレーション2（仮面ライダーガタック）
- 三國志12
- 新・剣と魔法と学園モノ。刻の学園
- 真・北斗無双（フウガ）
- テイルズ オブ エクシリア2
- NEWラブプラス（手塚義公）
- ルーンファクトリー4（バレット）

2014年
- 電撃文庫 FIGHTING CLIMAX（絶無）
- モンスター烈伝 オレカバトル（DJホップ / 古神官ホップ）

2015年
- ジョジョの奇妙な冒険 アイズオブヘブン（警官B、実況）

2016年
- オール仮面ライダー ライダーレボリューション（仮面ライダーシン）

2019年
- ブレイドエクスロード（ミヅチ・アマユバ）

2021年
- BLAZBLUE ALTERNATIVE DARKWAR（ヴァルケンハイン＝ヘルシング〈BE〉）

### ドラマCD
- オトメキハイスクール アナザーインパクト（羅生門源太）
- BLAZBLUE ドラマCD「ぶるどら りべるわん」（ナゴ）

### BLCD
- アクアマリンバタフライ（ダルダペル・ワーズナー）
- アンバランスな熱（友人）

### ラジオドラマ
- VOMIC べしゃり暮らし（梅垣）
- 花の慶次（2012年、マムシの火嘉）

### ナレーション
- S☆1
- 芸能界恥-1グランプリ
- にけつッ!!
- ザ・狩人
- 湘南流
- SURFING　Lani
- スペースシャワーTV
- スペースシャワーインフォ
- サムライFC
- 情報プレゼンター とくダネ!（フジテレビ）
- 密着180日!大相撲〜新時代を担う力士たち〜（2018年3月9日、BS-TBS）
- クローズアップ現代
- 全仏オープンテニス2018（テレビ東京）
- 中居正広の土曜日な会（テレビ朝日）
- 笑いでコロナを吹き飛ばせ!〜爆笑動画で振り返る2020〜（2020年12月28日、NHK BS1）
- 踊る!さんま御殿!!（2021年10月12日 - 、日本テレビ）
- 女子プロ!ゴルフ最強イズム（BSフジ）
- 天然素材NHK（NHK総合）
- バース・デイ（2023年9月23日 - 、TBS）
- ジョンソン（2023年10月23日 - 、TBS）

### ボイスオーバー
- おかえり！
- おはよう日本
- クローズアップ現代
- スーパーモーニング
- スッキリ!!
- ズームイン!!SUPER
- ポカポカ地球家族
- ヤレデキ!
- ハイビジョン特集

### その他コンテンツ
- オトメキハイスクール（羅生門源太）
- 声優チャット